# Laxede
Laxede Kraftverk is een waterkrachtcentrale in Noord Zweden. De centrale is gelegen in de middenloop van de Lule ter hoogte van Edefors. De centrale is gebouwd in 1962 en is in de zomer open voor publiek. In de winter is de centrale dicht, dan is de rivier bevroren.